# Hatuey

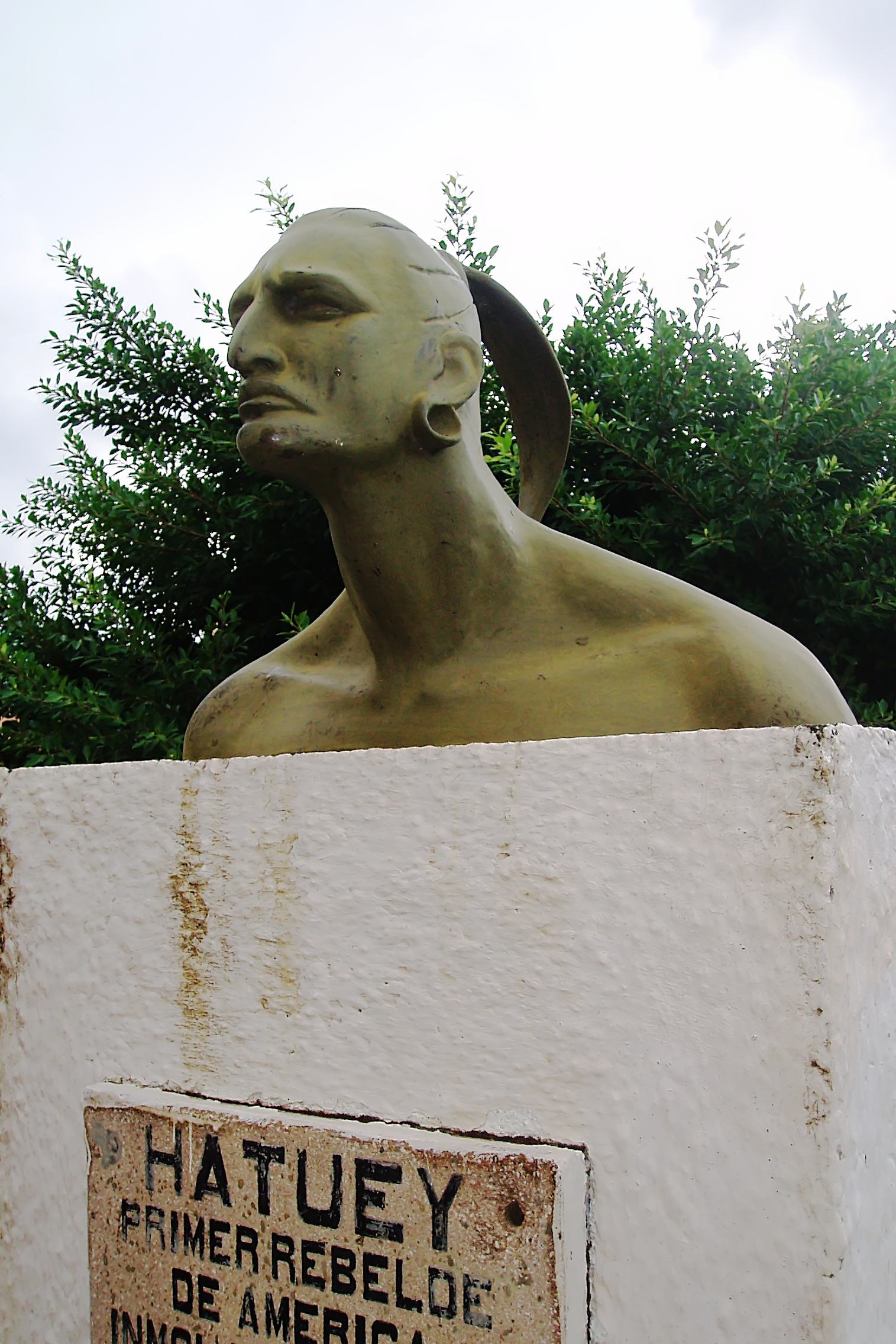
Monument de Hatuey à Baracoa

Hatuey, mort le 2 février 1512 à Yara (Cuba), était un chef taïno de l'île de Guanahani qui lutta contre les conquistadors.

## Biographie
Il arriva à Cuba après avoir été expulsé par les Espagnols de sa terre natale Quisqueya (l'un des noms taïno d'Hispaniola, Haïti), en canoë avec 400 de ses compatriotes en 1511. Il est possible qu'il soit originaire du caciquat de Xanagua.
Là-bas, il prit contact avec les différentes tribus taïnos de l'est de l'île et leur conseilla de se préparer à la lutte contre les conquistadors. Mais la majorité des taïnos, un peuple très pacifique, n'a pas cru ses avertissements. Selon Bartolomé de las Casas, et parce qu'il avait été converti, Hatuey leur appris à détester le dieu chrétien au cours d'un rituel dansé, que la cruauté des Espagnols n'avait point de limite, et qu'il fallait rejeter les diverses représentations de leur dieu qu'il avait lui-même rapportés de son île (croix, chapelet, etc.).
Ensuite, il prit la tête de la révolte taïno et réussit à confiner les Espagnols dans le fort de Baracoa.

## Principales actions
Hatuey organisa une guérilla, où de petits groupes de Taïnos attaquaient par surprise les Espagnols, armés de bâtons, de pierres et de flèches. Les Espagnols, dirigés par Diego Velázquez de Cuéllar, organisèrent l'extermination progressive des rebelles en s'appuyant sur leur supériorité technologique.
Hatuey fut finalement capturé grâce aux informations d'un prisonnier.

## Mort
Hatuey fut condamné à être brûlé vif sur un bûcher, la peine réservée aux pires criminels.
Bartolomé de las Casas raconte que quand on lui proposa de le baptiser pour effacer les péchés qu'il a commis contre les chrétiens, Hatuey réfléchit longtemps. Dans sa culture, les morts vivent dans un univers parallèle à celui des vivants et ne sont heureux que si les vivants continuent d'honorer leur mémoire en leur faisant des offrandes. Et Hatuey sait bien qu'il n'y aura bientôt plus un seul amérindien vivant pour honorer sa mémoire :

« Après avoir réfléchi un peu, il demanda au religieux si les chrétiens allaient au ciel. Le religieux répondit oui, mais que ceux qui étaient bons s'en allaient. Le chef dit alors, sans plus réfléchir, qu'il ne voulait pas y aller, mais en enfer, pour ne pas être là où ils étaient et ne pas voir des gens aussi cruels. C'est la renommée et l'honneur que Dieu et notre foi ont gagnés auprès des chrétiens partis aux Indes. »

## Aujourd'hui à Cuba
Hatuey est aujourd'hui un héros entré dans la légende, et fait partie du panthéon cubain. Il est le premier à avoir lutté contre le colonialisme au Nouveau Monde, et est célébré comme le premier héros national de Cuba. Hatuey y est ainsi devenu un prénom assez populaire.
Il y a un pèlerinage traditionnel sur le lieu de l'exécution à Yara, près de la ville de Bayamo.
Bacardí fabrique une marque de bière qui porte son nom.

Monuments à Hatuey
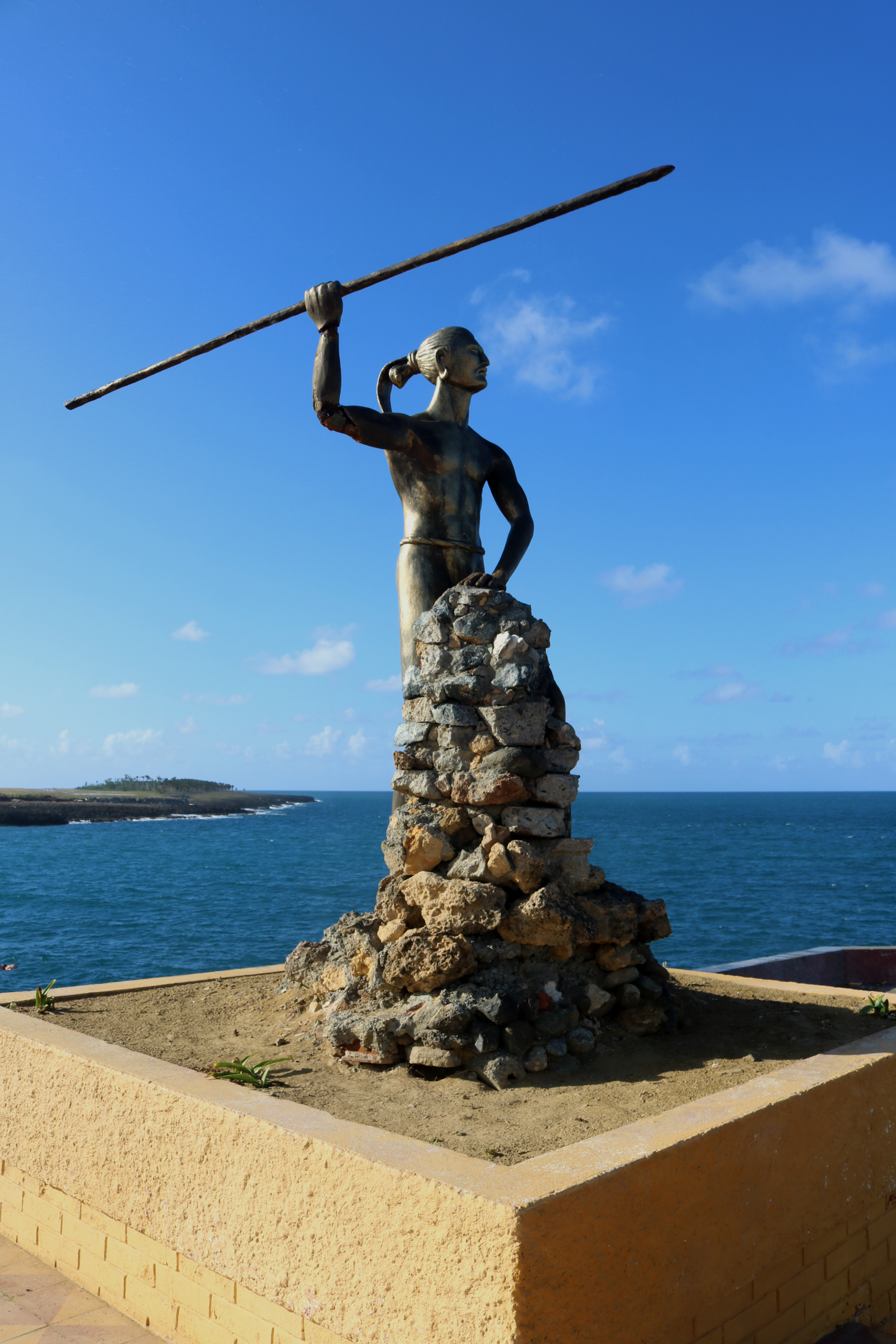
Au fort de la Punta, Baracoa (Guantánamo)
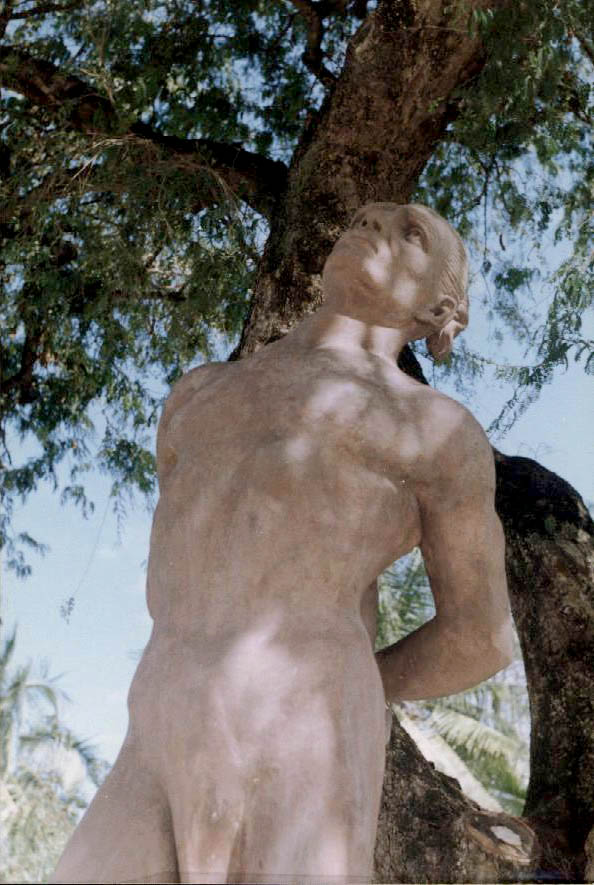
À Yara (Granma)

## Dans l'art et la culture
Hatuey est incarné par l'acteur bolivien Juan Carlos Aduviri dans le film Même la pluie, sorti en 2010.